# 羽脉山黄麻
羽脉山黄麻（学名：Trema levigata）为榆科山黄麻属下的一个种。

## 扩展阅读
- 維基物種上的相關：羽脉山黄麻